# 肯亞平臉人

肯亞平臉人（学名：Kenyanthropus platyops）又名平臉肯亞人或肯亞扁臉人，是350-320萬年前上新世已滅絕的人種，於1999年在肯雅圖爾卡納湖發現。

## 形态与分类
化石特徵是扁闊的面，並趾骨顯示其可能是直立行走的。牙齒形態介乎在人類與猿之間。肯亞平臉人是肯亞人屬（Kenyanthropus）的唯一已知物種。不過有些學者指肯亞人屬並非有效的分類，因為該標本（KNM-WT 40000）上有太多的裂痕，難以判斷其形態上的特徵。其有可能只是同時期及地理的阿法南猿。其他學者則指肯亞平臉人的面部很像盧多爾夫人編號KNM ER 1470的標本，故懷疑肯亞平臉人較接近人屬，甚至有可能是其祖先。
肯亞平臉人的化石有超過30個頭顱骨及牙齒碎片，位於350-320萬年前的地層。米芙·利基博士將之命名為肯亞平臉人。其相信肯亞平臉人是一個新的屬，並且是最古老的完整頭顱骨。過往相信人類只是由阿法南猿的露西單一演化而來，但似乎除了其外，史前非洲仍有其他的人類祖先。由於演化一般都涉及很多的分支，若人類演化只有單一路線會是一個特殊情況，但肯亞平臉人的發現則令人類演化變得「正常」。
在肯亞平臉人或300萬年前相信仍有其他的人類祖先，但卻未有發現化石。利伯曼（Daniel Lieberman）指在350-200萬年前有其他像人類的物種，其都能適應其獨有的環境。故此，其認為人類像其他哺乳動物般是由一系列複雜的適應輻射演化而來。
肯亞平臉人像黑猩猩般有一個細小的耳孔。其亦有其他原始人科的特徵，如細小的腦部，但最為不同的是其鼻骨下的扁平面。

## 外部連結
- Kenyanthropus.com
- The flat faced man of Kenya (Nature) （页面存档备份，存于）
- BBC Science article about importance of Kenyanthropus Platyops （页面存档备份，存于）
- A picture of Kenyathropus-Platyops at the American Museum of Natural History